# Arrondissement d'Oder-Spree
L'arrondissement d'Oder-Spree est un arrondissement  (« Landkreis » en allemand) du Brandebourg  (Allemagne).
Son chef lieu est Beeskow.

## Villes, communes et communautés d'administration
(nombre d'habitants en 2006)
| Villes ¹ villes liées à un Amt 1. Beeskow (8 314) 2. Eisenhüttenstadt (33 091) 3. Erkner (11 656) 4. Friedland (3 270) 5. Fürstenwalde/Spree (33 104) 6. Müllrose¹ (4 530) 7. Storkow (Mark) (9 427) Communes non liées à un Amt 1. Grünheide (Mark) (7 770) 2. Rietz-Neuendorf (4 364) 3. Schöneiche bei Berlin (12 112) 4. Steinhöfel (4 626) 5. Tauche (3 957) 6. Woltersdorf (7 781) | Ämter et communes liées 1. Brieskow-Finkenheerd (8 270) 1. Brieskow-Finkenheerd (2 539) 2. Groß Lindow (1 844) 3. Vogelsang (799) 4. Wiesenau (1 416) 5. Ziltendorf (1 672) 2. Neuzelle (7 084) 1. Lawitz (662) 2. Neißemünde (1 840) 3. Neuzelle (4 582) 3. Odervorland (5 976) 1. Berkenbrück (1 014) 2. Briesen (Mark) (2 301) 3. Jacobsdorf (1 924) 4. Madlitz-Wilmersdorf (737) 4. Scharmützelsee (8 770) 1. Bad Saarow (4 842) 2. Diensdorf-Radlow (555) 3. Langewahl (856) 4. Reichenwalde (1 106) 5. Wendisch Rietz (1 421) 5. Schlaubetal (10 334) 1. Grunow-Dammendorf (588) 2. Mixdorf (993) 3. Müllrose, ville (4 530) 4. Ragow-Merz (502) 5. Schlaubetal (1 977) 6. Siehdichum (1 744) 6. Spreenhagen (8 236) 1. Gosen-Neu Zittau (2 797) 2. Rauen (1 913) 3. Spreenhagen (3 526) |